# 合地山
合地山（がっちさん）は、静岡県榛原郡川根本町に位置する４つのピークの総称を指して呼ばれることが多い。いわゆる南アルプス深南部のほぼ中心に位置する。最高点は北から2番目のピークの2149ｍ地点であるが、三角点は最も南の2104ｍ地点に存在する。

## 概要

### 登山
一般的には、白倉山林道を9キロ徒歩で遡った所にある登山口より中ノ尾根山に登頂した上で、東方に獣道を歩くことになる。ルートは不明瞭で、笹薮や倒木、シラビソに行く手を阻まれ、容易に登山者を寄せ付けない。景観にも恵まれず、登山者に遭遇することは稀である。車止めゲートのある白倉林道駐車場からは往復30キロ以上となり、日帰り登山は困難。

### 山頂
４つのピークいずれにも樹林に覆われ展望はない。北2つのピークはかなり広くテントを張ることができる。また、三角点のあるピークには登山愛好家団体が設置した名刺入れが存在する。6月には山頂周辺一帯にイワカガミが咲き誇る。

## 付近の山
- 中ノ尾根山（2296ｍ）
- 諸沢山（1750ｍ）
- 千頭山（1946ｍ）

いずれも簡単に登頂できる山ではない。特に後者2山は熟達者のみが登頂できる山であり、一般登山者は林道の崩壊等により登山口に到達することも困難である。

## ギャラリー

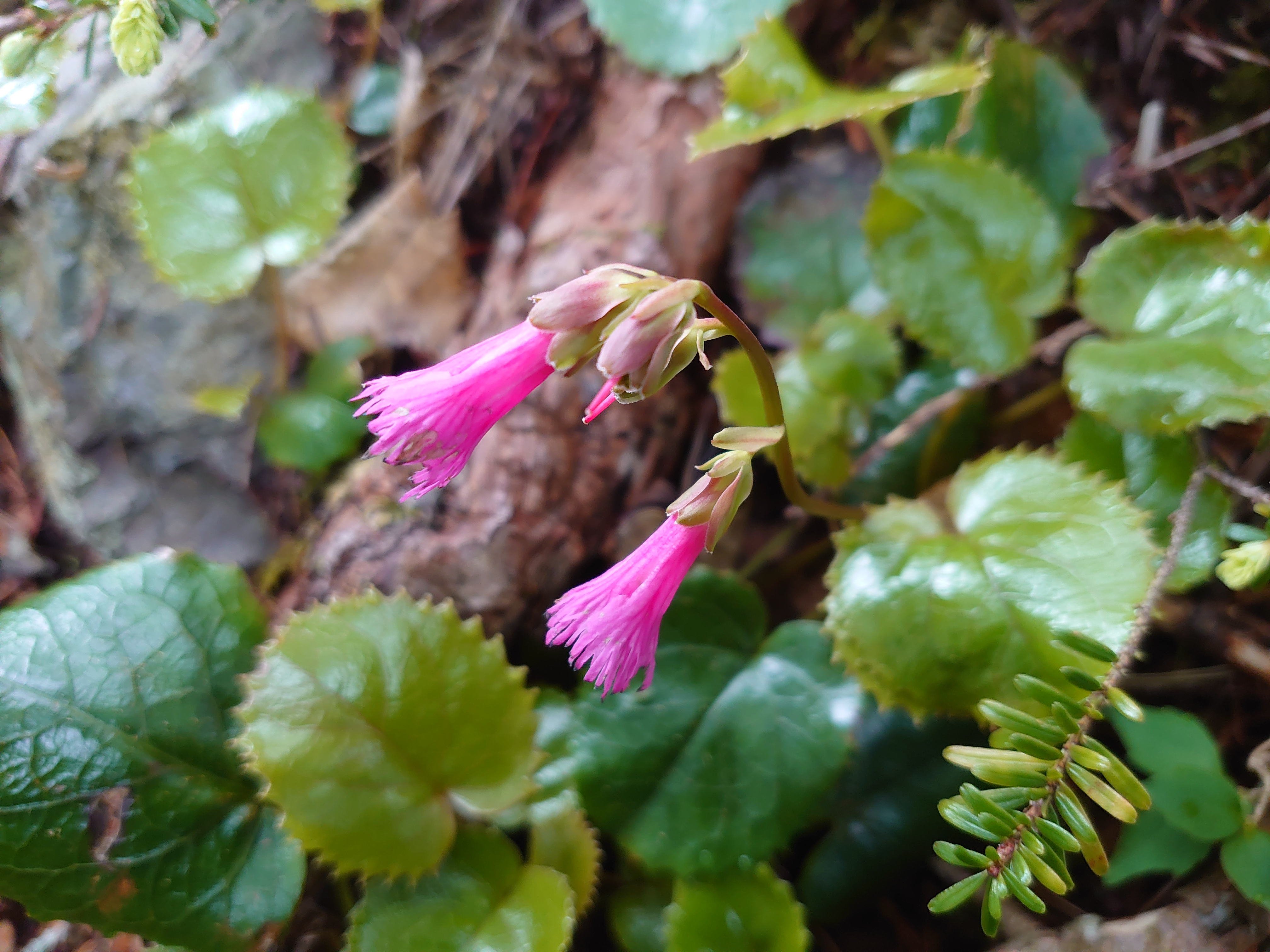
山頂付近に咲くイワカガミ
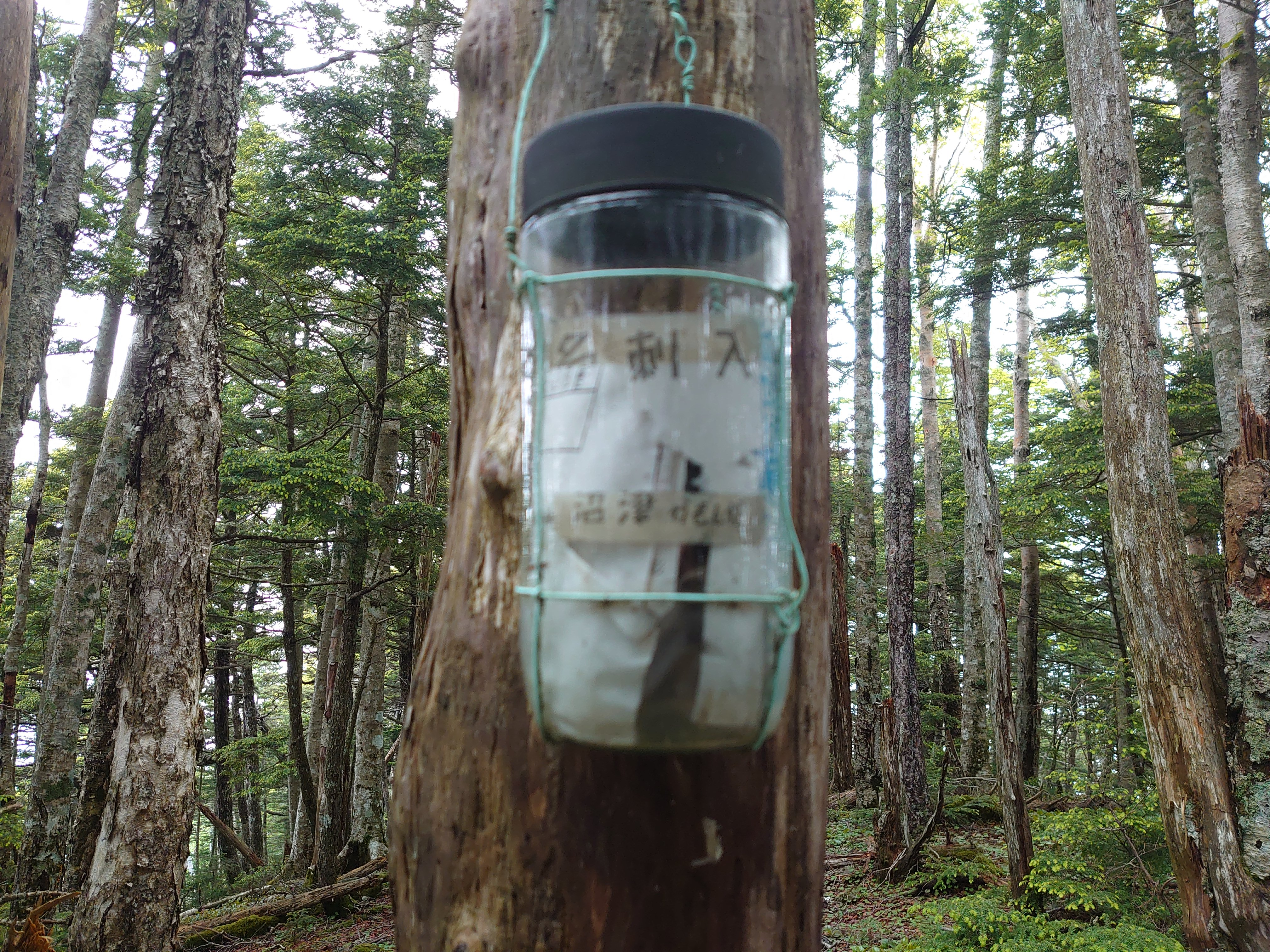
合地山Ⅳ峰に設置された名刺入れ
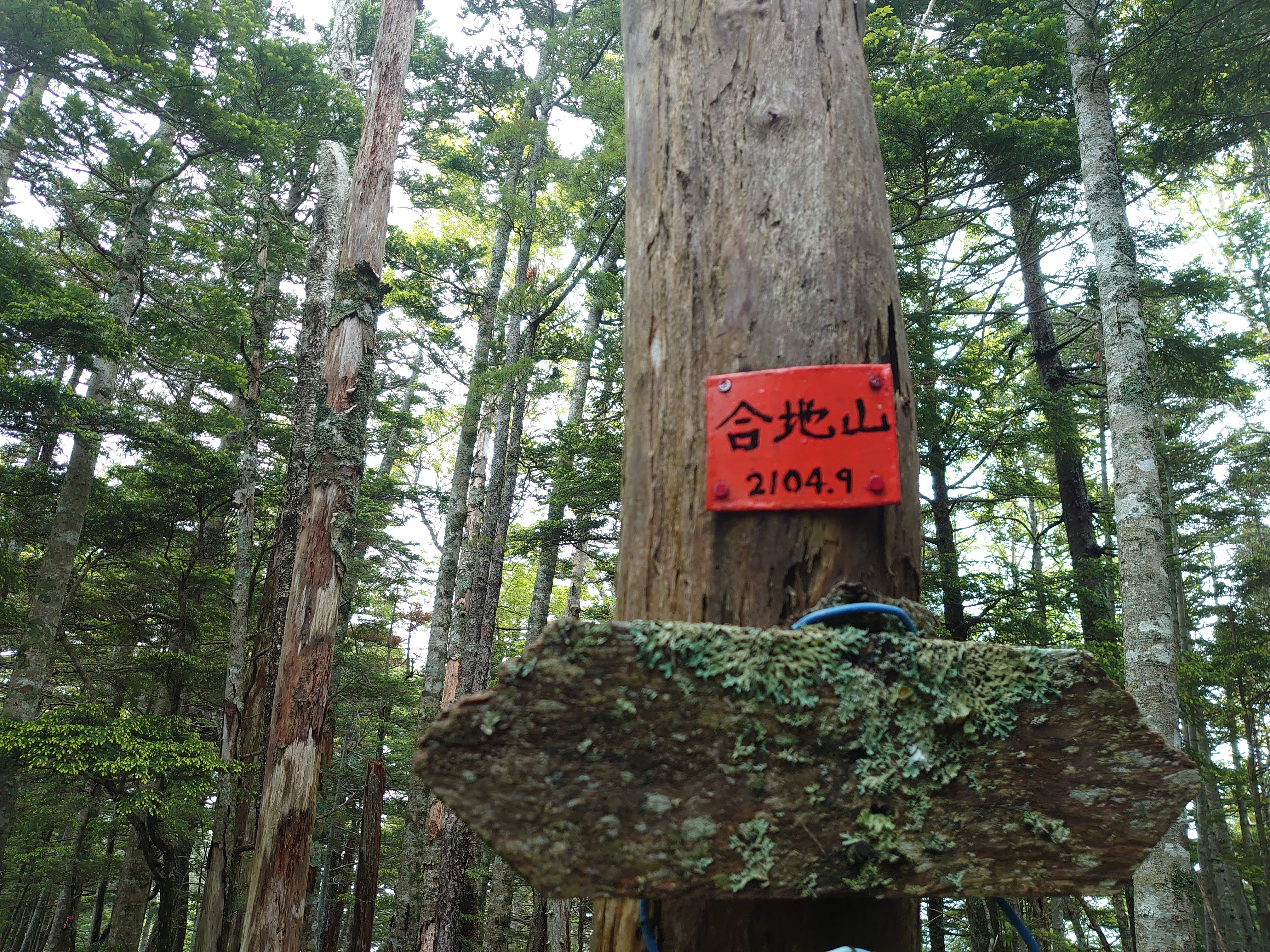
合地山Ⅳ峰の山頂看板